# فيليبي روخاس
فيليبي روخاس (بالإسبانية: Felipe Rojas)‏ (2 مارس 1986 في تشيلي - ) هو مدرب كرة قدم ولاعب كرة قدم تشيلي في مركز الدفاع. لعب مع سانتياغو مورنينغ ‏.

## روابط خارجية
- فيليبي روخاس على موقع قاعدة بيانات كرة القدم.إي يو (الإنجليزية)
- فيليبي روخاس على موقع Soccerway.com (الإنجليزية)
- فيليبي روخاس على موقع AS.com (الإسبانية)